# Castello di Sychrov
Il Castello di Sychrov è un complesso neogotico della Repubblica Ceca, edificato dalla famiglia francese dei Rohan negli anni 1822-1862.
Il monumento è stato nazionalizzato nel 1945 con i Decreti Beneš.

## Storia

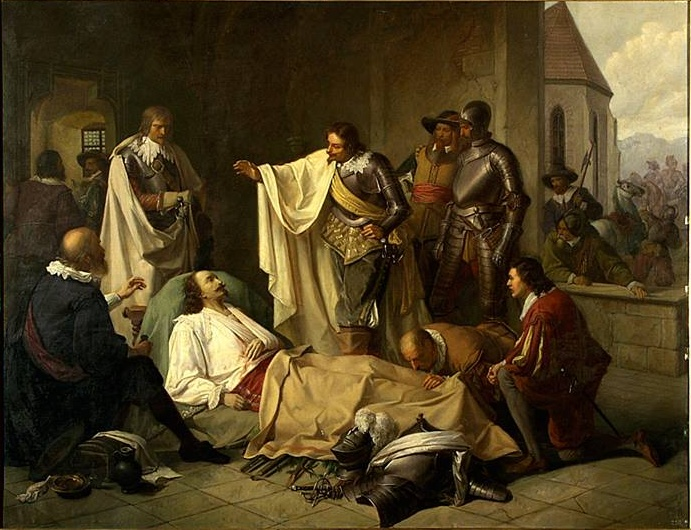
Bernardo di Sassonia-Weimar visita Enrico II di Rohan dopo la battaglia di Rheinfelden: dipinto di Karel Javůrek conservato nel castello

Il Castello fu costruito quando i Rohan stessi, esiliati dalla Francia durante la Rivoluzione, acquistarono i terreni e un piccolo castello barocco che già sorgeva in quel luogo.

## Architettura

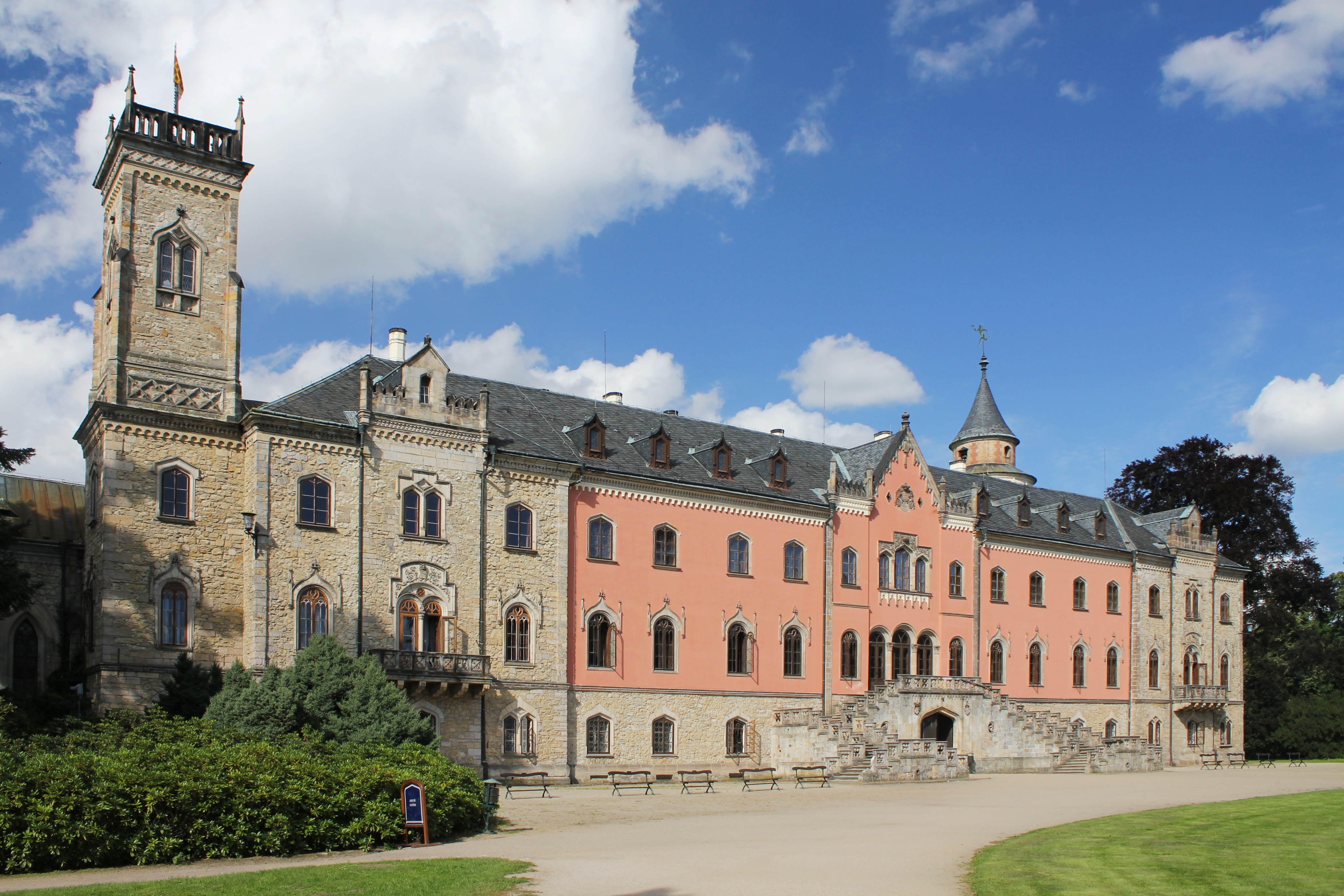
Facciata del castello

Gli interni, arredati secondo il gusto romantico dell'epoca, custodiscono importanti collezioni d'arte dei Rohan, con ritratti di sovrani dell'Europa Occidentale, una galleria di ritratti della casata di Rohan, opere d'arte e manufatti artigianali di provenienza francese, tedesca e austriaca.

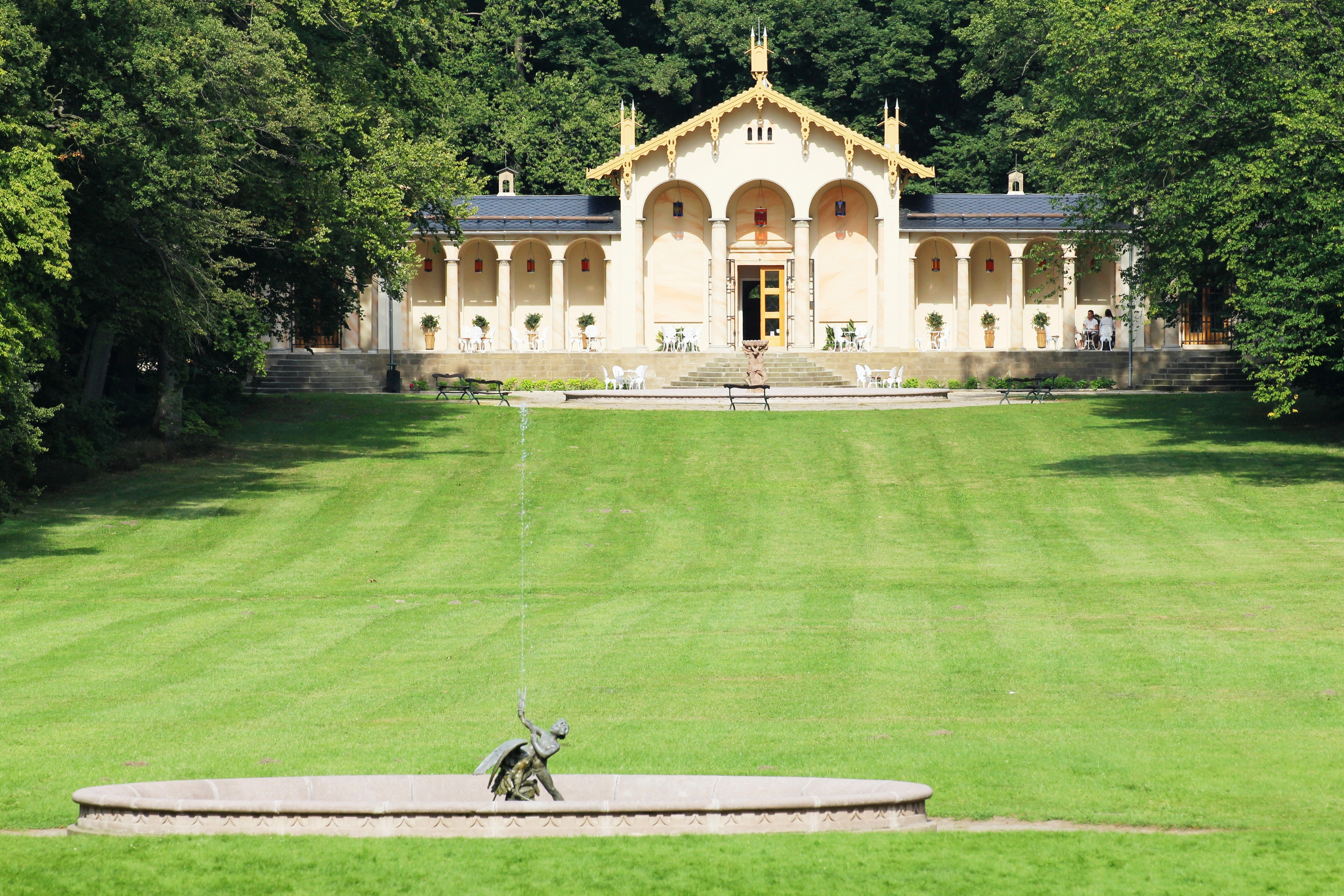
L'orangerie nel parco del castello di Sychrov

L'ampio parco all'inglese racchiude edifici di gusto romantico, con finte rovine e castelletti neomedievali.

## Curiosità
Il compositore ceco Antonín Dvořák visitò più volte il castello. Ogni giugno si tiene un festival di musica classica in suo onore.
Il film del 1997 L'amore è un trucco (The Beautician and the Beast) con Fran Drescher e Timothy Dalton e il film del 2022 Niente di nuovo sul fronte occidentale (Im Westen nichts Neues) sono stati girati nel castello.